# Murányi Sándor Olivér
Murányi Sándor Olivér (Székelyudvarhely, 1974. október 13. –) romániai magyar kisebbségi író. 

## Művei
- Üres és teli. Harcesszé (Golul si plinul : eseu de lupte = Empty and full : fight-essay), Székelyudvarhely, Erdély Magyar Irodalmáért Alapítvány, 2007, ISBN 9789730051025
- Felnyomták szentnek, Kolozsvár, Erdélyi Híradó Kiadó–Előretolt Helyőrség Szépirodalmi Páholy, 2007, ISBN 9789738045729
- Zordok, a székely szamuráj. Kéjpróza – regény,  Pesti Kalligram Kft, 2012, ISBN 9788081015816
- Medvenéző. Történetek medvékről, halakról, nőkről és férfiakról – novelláskötet, Új Forrás Kiadó – Alutus, Tata – Csíkszereda, 2017, ISBN 978-9737-875-93-8
- Murányi Sándor Olivér–Matza Teréz: A medvék nem késnek. Lenyomatok –barlangokból; Új Forrás–Alutus, Tatabánya–Csíkszereda, 2021
- Folyamtánc; Lector, Marosvásárhely, 2022

## Díjai, elismerései
- Irodalmi Jelen-prózadíj (2012)
- A Magyar Tudományos Akadémia Domus ösztöndíjas doktori hallgatója (2011)
- Oktatási és Kulturális Minisztérium – Gion Nándor prózaírói ösztöndíj (2009)
- A Magyar Tudományos Akadémia Domus ösztöndíjas doktori hallgatója (2008)
- Communitas Alkotói Ösztöndíj (2008)
- Erdélyi Magyar Írók Ligája – Avantgarderobe díj (2007)
- Erasmus Program doktori ösztöndíj, Firenze, Olaszország (2007)
- A Magyar Jezsuita Rendtartomány által vezetett Faludi Akadémia többszöri ösztöndíjasa (2004–2007)
- A Magyar Tudományos Akadémia többszöri Domus ösztöndíjas doktori hallgatója (2004–2007)
- A Nagyváradi Ady Társaság prózapályázatának első helyezettje (2004)